# Сельцо-Воскресенское
Сельцо́-Воскресе́нское — деревня в Михайловском сельском округе Волжского сельского поселения Рыбинского района Ярославской области.
Деревня расположена на левом берегу реки Черёмуха, это самая южная и наиболее высокая по течению Черёмухи деревня Рыбинского района. Деревня стоит на автомобильной дороге, идущей по берегам Черёмухи из Рыбинска через Михайловское и Сельцо-Воскресенское на Большое село. На северной окраине деревни на этой дороге имеется отворот, ведущий на правый берег в деревню Чудиново, которая является конечной точкой регулярного автобусного маршрута из Рыбинска. Выше по течению, примерно в 2 км к югу стоит деревня Головинское, которая находится уже в Большесельском районе. Ближайшая (около 1 км) по дороге деревня в сторону Рыбинска — Васильевское стоит на том же берегу реки, ниже по течению. На этом участке вдоль берегов Черёмухи расположены небольшие сельскохозяйственные угодья, далее от реки в восточном направлении начинается лес шириной более 4 км, за которым начинаются поля и деревни вдоль реки Иода.
Село Сельцо Воскресенское указано на плане Генерального межевания Рыбинского уезда 1792 года.
Центр сельской администрации — село Михайловское расположено по дороге в сторону Рыбинска, центр сельского поселения посёлок Ермаково существенно удалён — стоит на дороге Рыбинск — Ярославль и регулярный транспортный доступ к нему через Рыбинск. На 1 января 2007 года в деревне числилось 14 постоянных жителей. Почтовое отделение, расположенное в селе Сретенье, обслуживает в деревне 22 дома.